# 1530 en science
| Années de la science : 1527 - 1528 - 1529 - 1530 - 1531 - 1532 - 1533    |
| Décennies de la science : 1500 - 1510 - 1520 - 1530 - 1540 - 1550 - 1560 |

Cet article présente les faits marquants de l'année 1530 en science.

## Événements
- Août : retour en Espagne de l'expédition de Sébastien Cabot au Río de la Plata[1].

- Nicolas Copernic termine Des révolutions des sphères célestes où il présente son  système héliocentrique et le diffuse sous forme manuscrite. Il n'est publié à Nuremberg qu'en 1543[2].

## Publications
- Georgius Agricola : Bermannus, sive de Re Metallica, 1530 ;
- Otto Brunfels : Herbarum vivae eicones, 1530, 1532 et 1536, Strasbourg (version numérique, Université Louis Pasteur) ;
- Oronce Fine : Protomathesis, 1530 ;
- Girolamo Fracastoro : Syphilidis, sive Morbi Gallici, 1530 ;
- Gemma Frisius : De Principiis astronomiae et cosmographiae (1530, traduit en français par Boissière en 1556).

## Naissances
- 14 août : Giovanni Battista Benedetti (mort en 1590), mathématicien et physicien italien.

- Giulio Cesare Aranzio (mort en 1589), médecin italien.
- Vers 1530 :
  - Conrad Dasypodius (mort en 1600), mathématicien suisse.
  - Leonardo Botal, médecin piémontais.
  - Juan Huarte (mort en 1588), médecin et philosophe espagnol.
  - Jacques Besson (mort en 1576), mathématicien et ingénieur français.

## Décès
- Vers 1530

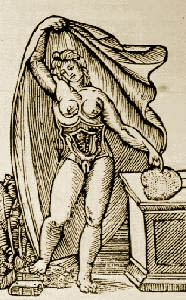
Illustration anatomique de Jacopo Berengario da Carpi représentant une femme enceinte dont l'utérus est visible.

  - Jacopo Berengario da Carpi (né vers 1460), médecin et anatomiste italien, Ses ouvrages des années 1520 sont cités comme les premiers traités d'anatomie dans lesquels les illustrations anatomiques commencent à jouer un rôle essentiel[3].
  - Estienne de La Roche (né en 1470), mathématicien français.